# هنري ك. سميث (سياسي)
هنري ك. سميث (بالإنجليزية: Henry C. Smith) هو محامي وسياسي أمريكي، ولد في 2 يونيو 1856، وتوفي في 7 ديسمبر 1911 في أدريان في الولايات المتحدة. حزبياً، نشط في الحزب الجمهوري. وقد انتخب عضو مجلس النواب الأمريكي.